# Tomoki Hiwatashi
Tomoki Hiwatashi (ur. 20 stycznia 2000 w Englewood) – amerykański łyżwiarz figurowy, startujący w konkurencji solistów. Mistrz świata juniorów (2019), brązowy medalista mistrzostw Stanów Zjednoczonych (2020) oraz mistrz Stanów Zjednoczonych juniorów (2016).

## Osiągnięcia
| Zawody                                | 08–09          | 09–10          | 10–11          | 11–12          | 12–13          | 13–14          | 14–15          | 15–16          | 16–17          | 17–18          | 18–19          | 19–20          | 20–21          | 21–22          | 22–23          | 23–24          |                |
| Międzynarodowe                        | Międzynarodowe | Międzynarodowe | Międzynarodowe | Międzynarodowe | Międzynarodowe | Międzynarodowe | Międzynarodowe | Międzynarodowe | Międzynarodowe | Międzynarodowe | Międzynarodowe | Międzynarodowe | Międzynarodowe | Międzynarodowe | Międzynarodowe | Międzynarodowe | Międzynarodowe |
| ------------------------------------- | -------------- | -------------- | -------------- | -------------- | -------------- | -------------- | -------------- | -------------- | -------------- | -------------- | -------------- | -------------- | -------------- | -------------- | -------------- | -------------- | -------------- |
| Mistrzostwa czterech kontynentów      |                |                |                |                |                |                |                |                |                |                | 8              | 9              |                | 8              |                | 11             |                |
| GP Internationaux de France           |                |                |                |                |                |                |                |                |                |                |                | 5              |                |                |                |                |                |
| GP MK John Wilson Trophy              |                |                |                |                |                |                |                |                |                |                |                |                |                |                | 9              |                |                |
| GP NHK Trophy                         |                |                |                |                |                |                |                |                |                |                |                | 10             |                | 9              | 12             |                |                |
| GP Skate America                      |                |                |                |                |                |                |                |                |                |                |                |                | 4              |                |                |                |                |
| GP Skate Canada International         |                |                |                |                |                |                |                |                |                |                |                |                |                | 11             |                |                |                |
| CS Budapest Trophy                    |                |                |                |                |                |                |                |                |                |                |                |                |                |                |                | 3              |                |
| CS Lombardia Trophy                   |                |                |                |                |                |                |                |                |                |                |                |                |                | 5              | WD             |                |                |
| CS Alpen Trophy                       |                |                |                |                |                |                |                |                |                |                | 3              |                |                |                |                |                |                |
| CS U.S. International Classic         |                |                |                |                |                |                |                |                |                |                |                | 5              |                |                |                |                |                |
| CS Warsaw Cup                         |                |                |                |                |                |                |                |                | 9              |                |                |                |                |                |                |                |                |
| Międzynarodowe: Kategorie młodzieżowe |                |                |                |                |                |                |                |                |                |                |                |                |                |                |                |                |                |
| Mistrzostwa świata juniorów           |                |                |                |                |                |                |                | 3              |                | 7              | 1              |                |                |                |                |                |                |
| JGP Finał                             |                |                |                |                |                |                |                |                |                |                | 6              |                |                |                |                |                |                |
| JGP w Kanadzie                        |                |                |                |                |                |                |                |                |                |                | 2              |                |                |                |                |                |                |
| JGP w Chorwacji                       |                |                |                |                |                |                |                | 3              |                |                |                |                |                |                |                |                |                |
| JGP we Francji                        |                |                |                |                |                |                |                |                | 6              |                |                |                |                |                |                |                |                |
| JGP we Włoszech                       |                |                |                |                |                |                |                |                |                | 3              |                |                |                |                |                |                |                |
| JGP na Łotwie                         |                |                |                |                |                |                |                |                |                | 3              |                |                |                |                |                |                |                |
| JGP w Meksyku                         |                |                |                |                |                | WD             |                |                |                |                |                |                |                |                |                |                |                |
| JGP w Słowenii                        |                |                |                |                |                |                |                |                |                |                | 2              |                |                |                |                |                |                |
| JGP w Stanach Zjednoczonych           |                |                |                |                |                |                |                | 5              |                |                |                |                |                |                |                |                |                |
| International Challenge Cup           |                |                |                |                |                |                | 1 J            |                |                |                |                |                |                |                |                |                |                |
| Krajowe                               |                |                |                |                |                |                |                |                |                |                |                |                |                |                |                |                |                |
| Mistrzostwa Stanów Zjednoczonych      | 14 V           | 6 V            | 1 V            | 1 I            | 1 N            |                | 5 J            | 1 J            | 15             | 12             | 4              | 3              | 7              | WD             | 10             |                |                |